# Delta do Rio Mecom (região)
Delta do Rio Mecom ou Mecão (Mekong) ou Delta do Rio dos Nove Dragões (em vietnamita: đồng bằng sông Cửu Long) é uma das oito regiões do Vietnã. As regiões do Vietnã não possuem fins administrativos apenas econômicos e estatísticos.
A região localiza-se na zona onde o rio Mecom deságua, através de uma série de pequenos estuários, formando um delta. Este delta ocupa cerca de 39000 km² da região, variando o tamanho da área coberta por água com a estação do ano.
Treze províncias vietnamitas são cortadas pelo delta: Can Tho, An Giang, Bac Lieu, Ben Tre, Ca Mau, Dong Thap, Hau Giang, Kien Giang, Long An, Soc Trang, Tien Giang, Tra Vinh e Vinh Long e as cidades mais importantes da região são My Tho e Cai Be, próximas a Cidade de Ho Chi Minh. No coração da área encontram-se as cidades de Vinh Long, Sa Dec e Can Tho, de onde é possível se chegar aos mais remotos confins do delta. O sul do delta é coberto de manguezais e se dirige ao Mar da China Meridional, o norte se limita com o distrito e cidade de Chau Doc, na fronteira com o Camboja e ao leste acaba na ilha de Phú Quốc.

## Economia e demografia
Os habitantes do delta são na sua maioria de etnia vietnamita, com uma minoria cambojana khmer e de chineses étnicos. A região abriga grandes campos de cultivo de arroz. Em 2004, graças em grande parte aos plantadores do delta do Mecom, o Vietnã foi o terceiro maior exportador mundial, depois da Tailândia e da Índia. Além deste produto, o delta é grande exportador de peixe-gato e camarão.

## Guerra
Durante o colonialismo francês na Cochinchina, a primeira revolta nacionalista, em nome do rei, teve início no Delta do Mecom e espraiou-se, transformando-se na Primeira Guerra da Indochina. Na Guerra do Vietnã, a região foi palco de diversos combates entre os guerrilheiros vietcongues da Frente Nacional de Libertação e unidades da Marinha dos Estados Unidos em barcos e hovercrafts, nos manguezais e alagadiços que formam a maior parte do delta.

## Províncias
A região do Delta do Rio Mecom divide-se nas seguintes províncias:
- An Giang
- Bac Lieu
- Ben Tre
- Ca Mau
- Can Tho
- Dong Thap
- Hau Giang
- Kien Giang
- Long An
- Soc Trang
- Tien Giang
- Tra Vinh
- Vinh Long